# Tu cara me suena (programa de televisión costarricense)
Tu cara me suena Costa Rica es un programa de televisión del género reality show que se emite en Costa Rica por la cadena de televisión Teletica. Es la versión costarricense del formato español homónimo, de éxito internacional emitido por Antena 3. En él, ocho famosos deben ser caracterizados de un artista e interpretar una de sus canciones más famosas, pero no solo con su propia voz, sino imitando lo mejor posible al cantante original del que se trate, tanto en movimientos como en voz. Fue estrenado el martes 14 de abril de 2015 y fue finalizado el martes 28 de julio de 2015 estuvo presentado por Edgar Murillo, resultando ganador Luis Montalbert. En el 2016, Teletica anunció la Segunda Temporada del reality, que inició el 10 de abril y finalizó el 31 de julio del mismo año, resultando ganador Christian Gómez "Tapón". En el mes de enero de 2017 se hablaba de una tercera temporada, y el 20 de febrero de 2017, Teletica confirmó la realización de la misma, anunciando el hecho en una edición de Telenoticias, donde mostraron la promoción del formato. El 27 de febrero de 2017 se dieron a conocer los participantes, el 19 de marzo inició la tercera temporada y finalizó el 16 de julio de 2017, resultando ganador Mauricio Herrera "Elvis Tico".
Sobre los rumores de una posible temporada en el año 2018, la televisora no se pronunció, y en el transcurso del año no se llevó a cabo, no obstante, para inicios del año 2019, se confirmó la realización de la cuarta temporada, la cual se anunció principalmente en las páginas de la empresa encargada del formato, dando inicio el 3 de marzo, y con el horario habitual de sus dos temporadas antecesoras, resultando ganadores los actores de teatro y comediantes Magdiel Ramírez "Chibolo" y Ricardo Jiménez "Juan Vainas". 
Para el año 2020, el estreno de la quinta temporada estaba previsto para el mes de abril, sin embargo la pandemia por el coronavirus causó que se cambiara la fecha. Iniciando así el 12 de julio, y finalizando el 22 de noviembre, tras 20 galas. Resultando ganador el Artista Esteban Gómez "Gonin"; quien además es hermano de Tapón, ganador de la segunda temporada.
El 13 de agosto del 2021 anunció a las redes del formato que ese año si habría programa. La sexta temporada se estrenó el 5 de septiembre y finalizó el 21 de noviembre, tras solo 12 galas resultando ganador Eduardo "Ed" Quesada.
El 4 de marzo del 2024 anuncio las redes del formato el gran regreso de su programa. La séptima temporada se estrenó el 7 de abril y finalizó el 23 de junio, tras solo 12 galas resultando ganador Jonathan Samuel.

## Mecánica del programa
El programa se basa en que, durante varias galas, los participantes deberán demostrar que son los mejores cantando e imitando a cantantes reales que le son asignados de forma aleatoria tras accionar en la gala anterior el famoso pulsador. Tras sus actuaciones, el jurado deberá valorar a los concursantes con una puntuación diferente a cada uno. 
Al final de cada gala se obtiene el ranking de puntuación de la misma, donde el concursante con mayor puntuación podrá donar a la organización benéfica que elija. Los puntos de la clasificación semanal se irán acumulando en una clasificación general, que servirá para decidir a los finalistas. No habrá eliminación semanal por lo que los concursantes deberán hacer una buena presentación para colocarse en las primeras posiciones de la tabla.

## Temporadas
| Temporada | Temporada | Galas | Estreno                 | Final                   |                                                           |
| Temporada | Temporada | Galas | Estreno                 | Final                   | Ganador                                                   |
| --------- | --------- | ----- | ----------------------- | ----------------------- | --------------------------------------------------------- |
|           | 1.ª       | 15    | 14 de abril de 2015     | 28 de julio de 2015     | Luis Montalbert- Smith                                    |
|           | 2.ª       | 17    | 10 de abril de 2016     | 31 de julio de 2016     | Christian Gómez "Tapón"                                   |
|           | 3.ª       | 17    | 19 de marzo de 2017     | 16 de julio de 2017     | Mauricio Herrera "Elvis Tico"                             |
|           | 4.ª       | 15    | 3 de marzo de 2019      | 9 de junio de 2019      | Ricardo Jiménez y Magdiel Ramírez "Juan Vainas y Chibolo" |
|           | 5.ª       | 20    | 12 de julio de 2020     | 22 de noviembre de 2020 | Esteban Gómez "Gonin"                                     |
|           | 6.ª       | 12    | 5 de septiembre de 2021 | 21 de noviembre de 2021 | Eduardo "Ed" Quesada                                      |
|           | 7.ª       | 12    | 7 de abril de 2024      | 23 de junio de 2024     | Jonathan Samuel                                           |

### Presentador
| Presentador   | Edad     | Profesión                                                                   | Temporada                   |
| ------------- | -------- | --------------------------------------------------------------------------- | --------------------------- |
| Edgar Murillo | 42 años. | Presentador de televisión, actor, comediante y exmiembro de La Media Docena | 1.ª-2.ª-3.ª-4.ª-5.ª-6.ª-7.ª |

### Copresentadora
| Presentador   | Edad     | Profesión                                                      | Temporada |
| ------------- | -------- | -------------------------------------------------------------- | --------- |
| Natalia Monge | 39 años. | Comunicadora, imitadora de Voces , actriz y presentadora de TV | 7.ª       |

### Anteriores copresentadores/as
| Presentador       | Edad     | Profesión                                                       | Temporada    |
| ----------------- | -------- | --------------------------------------------------------------- | ------------ |
| Boris Sosa        | 38 años  | Actor y presentador                                             | 2.ª          |
| Jale Berahimi     | 33 años  | Presentadora y modelo                                           | 3.ª          |
| Gustavo Peláez    | 42 años  | Presentador y comediante                                        | 4.ª          |
| Natalia Rodríguez | 34 años  | Periodista, presentadora de televisión, locutora y relacionista | 1.ª-2ª-3ª-5ª |
| Keyla Sánchez     | 28 años. | Presentadora de televisión, locutora y empresaria               | 4ª-5ª-6ª     |

### Jurado
Las actuaciones de los famosos son valoradas por un jurado profesional compuesto habitualmente de tres personas, que a veces se ve reforzado por los invitados del programa. Los componentes del jurado son:

Jurado durante la primera temporada

| Jurado            | Edad     | Profesión                                                      | Temporada            | Notas                                                                                     |
| ----------------- | -------- | -------------------------------------------------------------- | -------------------- | ----------------------------------------------------------------------------------------- |
| Duvalier Quirós   | 42 años  | Cantante                                                       | 1ª-2ª-3ª-4ª-5ª-7ª    |                                                                                           |
| Eugenia Fuscaldo  | 62 años  | Actriz, humorista                                              | 1ª-2ª-3ª-4ª-5ª-6ª-7ª |                                                                                           |
| Álex Costa        | 43 años  | Locutor, actor, comediante                                     | 2ª-3ª-4ª-5ª-7ª       | Jurado desde la segunda temporada                                                         |
| Jurado anterior   |          |                                                                |                      |                                                                                           |
| Mauricio Meléndez | 45 años. | Locutor, actor                                                 | 1ª                   |                                                                                           |
| Luis Montalbert   | 45 años  | Cantante                                                       | 5ª-6ª                | Jurado desde la 10 gala de la quinta temporada.                                           |
| Natalia Monge     | 36 años  | Comunicadora, imitadora de Voces , actriz y presentadora de TV | 6ª                   |                                                                                           |
| Kurt Dyer         |          | Cantante, comediante                                           | 6ª                   |                                                                                           |
| Invitado          |          |                                                                |                      |                                                                                           |
| Gaby Moreno       | 33 años  | Cantante                                                       | 1ª                   | Invitada como jurado en la 7 gala.                                                        |
| Ignacio Santos    | 53 años  | Periodista, abogado                                            | 1ª                   | Invitado como jurado en la 10 gala.                                                       |
| Marcia Saborío    | 53 años  | Actriz                                                         | 2ª                   | Invitada como jurado en la 7 gala.                                                        |
| Víctor Carvajal   | 39 años  | Presentador                                                    | 3ª                   | Invitado como jurado en la 6 gala                                                         |
| Luis Montalbert   | 45 años  | Cantante                                                       | 5ª                   | Invitado como jurado en la 8 gala.                                                        |
| Silvia Baltodano  | 36 años  | Profesora                                                      | 6ª                   | Sustituyó a Luis Montalbert en la gala 1 y 6 y sustituyó a Eugenia Fuscaldo en la gala 8. |
| Duvalier Quiros   | 42 años  | Cantante                                                       | 6ª                   | Invitado como jurado en la 9 gala.                                                        |

### Entrenadores
| Profesor            | Edad     | Profesión             | Temporada   |
| Canto               | Canto    | Canto                 | Canto       |
| ------------------- | -------- | --------------------- | ----------- |
| Luis Montalbert     | 45 años  | Cantante              | 4ª-5ª-6ª-7ª |
| Interpretación      |          |                       |             |
| Silvia Baltodano    | 36 años. | Profesora             | 6ª-7ª       |
| Baile               |          |                       |             |
| Javier Acuña        | 28 años  | Bailarín              | 5ª-6ª-7ª    |
| Asesores anteriores |          |                       |             |
| Flor Urbina         | 44 años. | Actriz                | 2ª-3ª-4ª-5ª |
| Yessenia Reyes      |          | Bailarina             | 4ª          |
| Maripily Araya      | 40 años. | Bailarina profesional | 1ª-2ª-3ª    |
| Humberto Canessa    | 49 años. | Bailarín profesional  | 1ª          |
| María Martha López  | 44 años. | Cantante              | 1ª-2ª-3ª    |
| Asesores invitados  |          |                       |             |
| Luis Montalbert     | 45 años. | Cantante              | 3ª          |
| María Martha López  | 44 años. | Cantante              | 6ª          |

## Temporadas

### Tu cara me suena 1 (2015)
- 14 de abril de 2015-29 de julio de 2015.[2]

Esta es la primera edición de este talent show que Teletica pone en marcha. Un grupo de 8 artistas imitarán a cantantes consagrados que les serán asignados por el pulsador una máquina que elige al azar al artista que deben imitar en la siguiente gala.
| Participante        | Lugar de procedencia | Edad    | Ocupación               | Galas ganador/a  | Galas perdedor/a  | Información    |
| ------------------- | -------------------- | ------- | ----------------------- | ---------------- | ----------------- | -------------- |
| Luis Montalbert     | San José             | 39 años | Cantante                | 3ª, 13.ª y final | 1ª y 6ª           | Ganador        |
| Angie Valverde      | San José             | 26 años | Actriz y cantante       | 2ª y 10.ª        | Nunca             | 2º puesto      |
| María José Castillo | Heredia              | 24 años | Cantante                | 5ª               | 2ª, 4ª y 10.ª     | 3º puesto      |
| Luis Alonso Naranjo | San José             | 40 años | Cantante                | 2ª, 9ª y 14.ª    | 4ª y 12.ª         | 4º puesto      |
| Flor Urbina         | León                 | 43 años | Bailarina y actriz      | 1ª y 8ª          | 7ª                | 5ª Clasificada |
| Tamela Hedström     | Estocolmo            | 33 años | Cantante y presentadora | 6ª y 11.ª        | 1ª y 13.ª         | 6ª Clasificada |
| Boris Sosa          | San José             | 37 años | Actor y humorista       | 4ª y 12.ª        | 5ª y 6ª           | 7º Clasificado |
| Ronny Zelaya        | Puntarenas           | 37 años | Locutor                 | 7ª               | 3ª, 8ª, 9ª y 11.ª | Perdedor       |

### Tu cara me suena 2 (2016)
- 10 de abril de 2016-31 de julio de 2016

Teletica, anunció una nueva temporada, que dará inicio en el mes de abril, donde ocho nuevas personalidades participarán.
| Participante                  | Lugar de procedencia | Edad    | Ocupación             | Galas ganador/a              | Galas perdedor/a              | Información    |
| ----------------------------- | -------------------- | ------- | --------------------- | ---------------------------- | ----------------------------- | -------------- |
| Christian "Tapón" Gómez       | San José             | 36 años | Cantante              | 1ª, 10.ª, 12.ª, 16.ª y final | Nunca                         | Ganador        |
| Jill Paer                     | Nueva York           | 55 años | Chef de TV            | 6ª y 15.ª                    | 11.ª y 12.ª                   | 2º puesto      |
| Lady Agüero                   | Alajuela             | 28 años | Empresaria y cantante | 5ª y 13.ª                    | 4ª                            | 3º puesto      |
| María Fernanda "Marifer" León | San José             | 24 años | Cantante              | 3ª y 9ª                      | Nunca                         | 4º puesto      |
| Eloy Mora                     | Guanacaste           | 36 años | Humorista y actor     | 2ª y 11.ª                    | 5ª y 6ª                       | 5º Clasificado |
| Bernardo "Choché" Romano      | Alajuela             | 28 años | Locutor y humorista   | 7ª y 14.ª                    | 2ª                            | 6º Clasificado |
| Luis "Pepe" Arroyo            | San José             | 28 años | Locutor y humorista   | 8ª                           | 3ª, 7ª, 13.ª y 14.ª           | 7º Clasificado |
| Adolfo "Opo" Marín            | San José             | 58 años | Locutor y humorista   | 4ª                           | 1ª, 8ª, 9ª, 10.ª, 15.ª y 16.ª | Perdedor       |

### Tu cara me suena 3 (2017)
- 19 de marzo de 2017-16 de julio de 2017

Teletica, anunció una nueva temporada en el mes de enero de 2017, con la misma dinámica y la misma cantidad de participantes de la edición anterior.
| Participante                  | Lugar de procedencia | Edad              | Ocupación             | Galas ganador/a  | Galas perdedor/a                    | Información    |
| ----------------------------- | -------------------- | ----------------- | --------------------- | ---------------- | ----------------------------------- | -------------- |
| Mauricio Herrera "Elvis Tico" | San José             | 36 años           | Cantante              | 5ª, 13.ª y final | Nunca                               | Ganador        |
| Marcia Saborío y María Torres | San José             | 53 años y 57 años | Actrices y humoristas | 2ª, 11.ª y 16.ª  | Nunca                               | 2º puesto      |
| Vanessa González              | San José             | 33 años           | Cantante              | 6.ª, 7.ª y 10.ª  | Nunca                               | 3º puesto      |
| Luisga Loría                  | Guanacaste           | 29 años           | Cantante              | 1.ª y 8.ª        | Nunca                               | 4º puesto      |
| David Nick                    | San José             | 19 años           | Cantante              | 4.ª, 12.ª y 15.ª | 7.ª                                 | 5º clasificado |
| Daniel Moreno                 | San José             | 42 años           | Humorista y actor     | 3.ª              | 9.ª, 12.ª y 14.ª                    | 6º clasificado |
| Mauricio Artavia "Papi Pazz"  | Alajuela             | 49 años           | Humorista             | 9.ª              | 3.ª, 4.ª, 6ª, 8ª, 10.ª, 11.ª y 15.ª | 7º clasificado |
| Melissa Mora                  | Alajuela             | 29 años           | Modelo                | 14.ª             | 1ª, 2ª, 5ª, 13.ª y 16.ª             | Perdedora      |

### Tu cara me suena 4 (2019)
- 3 de marzo de 2019 — 9 de junio de 2019

Teletica, anuncio una cuarta temporada al finalizar la tercera. 
| Participante                      | Lugar de procedencia | Edad              | Ocupación                       | Galas ganador/a    | Galas perdedor/a              | Información    |
| --------------------------------- | -------------------- | ----------------- | ------------------------------- | ------------------ | ----------------------------- | -------------- |
| Magdiel Ramírez y Ricardo Jiménez | San José y Alajuela  | 45 años y 46 años | Actores                         | 7ª, 15.ª Final     | Nunca                         | Ganadores      |
| Arlene Elizondo                   | Guanacaste           | 33 años           | Cantante                        | 2ª, 12.ª, 13.ª     | Nunca                         | 2° puesto      |
| Andrés Madrigal                   | San José             | 32 años           | Músico                          | 1ª, 6ª, 12.ª, 14.ª | Nunca                         | 3° puesto      |
| Jorge Chicas                      | San José             | 22 años           | Cantante                        | 8ª, 11.ª           | Nunca                         | 4° puesto      |
| Valeria Sibaja                    | San José             | 25 años           | Modelo, presentadora y cantante | 5ª                 | 4ª                            | 5° clasificado |
| Madeleine Hidalgo                 | San José             | 20 años           | Cantante                        | 3ª                 | 1ª y 8ª                       | 6° clasificado |
| Jorge Madrigal                    | Heredia              | 46 años           | Locutor                         | 6ª                 | 7ª, 9ª y 14.ª                 | 7° clasificado |
| Waleska Oporta                    | San José             | 36 años           | Comediante                      | 4ª, 9ª             | 3ª, 5ª, 6ª, 10.ª, 12.ª y 13.ª | 8° clasificado |
| Rigoberto Alfaro                  | Alajuela             | 32 años           | Comediante                      | 10.ª               | 2ª y 11.ª                     | Perdedor       |

### Tu cara me suena 5 (2020)
- 12 de julio de 2020-22 de noviembre de 2020

Al finalizar la cuarta temporada Edgar Murillo anunció que abria una quinta temporada. 
| Participante                  | Lugar de Procedencia | Edad             | Ocupación                              | Galas Ganador/a     | Galas perdedor/a                          | Información     |
| ----------------------------- | -------------------- | ---------------- | -------------------------------------- | ------------------- | ----------------------------------------- | --------------- |
| Esteban Gómez "Gonin"         | Alajuelita           | 32 años          | Cantante y productor musical           | 2ª, 18.ª y Final    | Nunca                                     | Ganador         |
| Xiomara Ramírez               | Paraíso              | 29 años          | Cantante                               | 1ª y 15.ª           | 4ª                                        | 2° puesto       |
| Eduardo Aguirre               | Esparza              | 46 años          | Cantante                               | 5ª, 8ª, 13.ª y 19.ª | Nunca                                     | 3° puesto       |
| Chillax                       | Tibas                | 34 años, 35 años | Grupo musical                          | 9ª, 12.ª y 17.ª     | 10.ª, 14.ª                                | 4° puesto       |
| Sharon Abarca                 | Moravia              | 26 años          | Cantautora                             | 3ª, 6ª y 14.ª       | 1ª y 8ª                                   | 5° clasificado  |
| Davis Núñez                   | Alajuela             | 23 años          | Locutor, humorista y músico            | 4ª, 7ª y 16.ª       | 9ª y 11.ª                                 | 6° clasificado  |
| René Barboza                  | San José             | 45 años          | Periodista , productor y cantante      | 10.ª                | 2ª, 5ª, 7ª, 12.ª y 17.ª                   | 7.° clasificado |
| Carmen Chinchilla "Elvirilla" | Tibas                | 51 años          | Actriz , abogada y profesora de Inglés | 11.ª                | 1ª, 3ª, 6ª, 13.ª, 15.ª, 16.ª, 18.ª y 19.ª | Perdedora       |

### Tu cara me suena 6 (2021)
- 5 de septiembre de 2021-21 de noviembre de 2021

Al finalizar la quinta temporada Edgar Murillo anunció que abria una sexta temporada. 
| Participante               | Lugar de Procedencia | Edad    | Ocupación              | Galas Ganador/a | Galas perdedor/a | Información             |
| -------------------------- | -------------------- | ------- | ---------------------- | --------------- | ---------------- | ----------------------- |
| Eduardo Quesada            | Cartago              | 41 años | Cantante               | 5ª, 9ª y Final  | Nunca            | Ganador                 |
| Rodrigo Lagunas            | San José             | 30 años | Cantante y guitarrista | 2ª y 6ª         | 3ª               | 2° puesto               |
| Joss Araya                 | San Carlos           | 28 años | Cantante               | 11.ª            | Nunca            | 3° puesto               |
| Iriabelle González         | Alajuela             | 35 años | Cantante               | 1ª              | Nunca            | 4° puesto               |
| Christian Madriz           | San José             | 48 años | Cantante               | 4ª y 7ª         | Nunca            | 5° clasificado          |
| Karina Severino            | San José             | 36 años | Cantante               | 3ª y 8ª         | Nunca            | 6° clasificado          |
| Daniel Montoya "Guanelgue" | La Unión             | 49 años | Comediante             | Nunca           | 2ª, 7ª y 10.ª    | 7° clasificado          |
| Rodrigo Villalobos         | San José             | 37 años | Periodista             | 10.ª            | 1ª, 6ª y 11.ª    | 8° clasificado          |
| Boris Sosa                 | San José             | 38 años | Actor y humorista      | Nunca           | 4ª, 5ª, 8ª y 9ª  | Perdedor                |
| Marcela Ugalde             | San José             | 50 años | Actriz                 | Nunca           | Nunca            | Abandonó la competencia |

### Tu cara me suena 7 (2024)
- 7 de abril de 2024-23 de junio de 2024

El 4 de marzo las redes del formato anunciaron su setima temporada.
| Participante              | Lugar de Procedencia | Edad    | Ocupación                                 | Galas Ganador/a  | Galas perdedor/a         | Información    |
| ------------------------- | -------------------- | ------- | ----------------------------------------- | ---------------- | ------------------------ | -------------- |
| Jonathan Samuel           | Guadalupe            | 42 años | Cantante                                  | 3.ª, 5.ª y Final | Nunca                    | Ganador        |
| Gabriel Ramírez "Ramzii"  | Ciudad Quesada       | 29 años | Bailarín, Cantante y Showman              | 1.ª, 8.ª         | Nunca                    | 2° puesto      |
| Rosibel Carvajal          | Heredia              | 57 años | Actriz y presentadora                     | 4.ª              | Nunca                    | 3° puesto      |
| Elena Umaña               | Limón                | 49 años | Cantante                                  | 2.ª, 10.ª        | Nunca                    | 4° puesto      |
| Brian Cálar               | Escazú               | 31 años | Músico y Cantante                         | 7.ª, 11.ª        | Nunca                    | 5° puesto      |
| Esthefany Peña "Niah"     | Venezuela            | 34 años | Cantante                                  | Nunca            | Nunca                    | 6° clasificado |
| Jecsinior Jara            | Puntarenas           | 40 años | Cantante                                  | Nunca            | 10.ª, 11.ª               | 7° clasificado |
| Alejandra Salazar "Alita" | Alajuelita           | 46 años | Cantante                                  | 9.ª              | 2.ª, 4.ª                 | 8° clasificado |
| Bryan Villalobos          | San Carlos           | 36 años | Músico, Compositor y Cantante             | 6.ª              | 3.ª, 7.ª, 9.ª, 11.ª      | 9° clasificado |
| Gustavo "Tavo" Gamboa     | Curridabat           | 43 años | Locutor, Presentador, Humorista, Animador | Nunca            | 1.ª, 5.ª, 6.ª, 8.ª, 11.ª | Perdedor       |

### Apariciones especiales
Durante las galas invitados especiales trataran de imitar a algún famoso mostrando su talento como los participantes regulares.
| Invitado                        | Lugar de procedencia | Imitación                           | Temporada |
| ------------------------------- | -------------------- | ----------------------------------- | --------- |
| Adam Chinchilla                 | San José             | Boy George (Culture Club)           | 1ª        |
| Mario Chacón                    | San José             | Joaquín Sabina                      | 1ª        |
| Viviana Calderón                | San José             | David Bisbal                        | 1.ª       |
| Álex Costa                      | San José             | Pimpinela                           | 1.ª       |
| Eduardo Quesada                 | Cartago              | Paul McCartney (The Beatles)        | 1.ª       |
| Christian Gómez "Tapón"         | San José             | Eros Ramazzotti                     | 1.ª       |
| Mauricio Astorga                | San José             | Julio Iglesias                      | 1.ª       |
| Angie Valverde                  | San José             | Gabriela Spanic                     | 2.ª       |
| Luis Montalbert                 | San José             | Gloria Trevi                        | 2.ª       |
| Sergio Alfaro                   | San José             | José José                           | 2.ª       |
| William Paer                    | Nueva Jersey         | Louis Armstrong y Sinatra           | 2.ª       |
| ¿? y ¿?                         | San José             | Grease                              | 2.ª       |
| Christian Gómez "Tapón"         | San José             | Carlos Vives y Shakira              | 3.ª       |
| Christian Gómez "Tapón"         | San José             | Michael Jackson                     | 3.ª       |
| Luis Montalbert                 | San José             | Michael Jackson                     | 3.ª       |
| Los Ajenos                      | San José             | CNCO                                | 3.ª       |
| Andrey Ramírez                  | Pococí               | John Lennon (The Beatles)           | 3.ª       |
| Río Roma                        | México               | Ellos mismos                        | 3.ª       |
| Rosana                          | España               | Ella misma                          | 3ª        |
| Xiomara Ramírez                 | Cartago              | Alejandra Guzmán                    | 4ª        |
| Eduardo Quirós                  | San José             | Andrea Bocelli                      | 4ª        |
| Priscila Castro                 | San José             | Whitney Houston                     | 4ª        |
| Cristina Ramos                  | San José             | Mariah Carey                        | 4ª        |
| Angie Valverde y Gaston Guevara | San José y Cartago   | Grease                              | 4ª        |
| Luis Montalbert                 | San José             | Gloria Trevi                        | 4ª        |
| Mauricio Herrera "Elvis Tico"   | San José             | Sandro                              | 4ª        |
| Christian Gómez "Tapón"         | San José             | Enrique Bunbury                     | 4ª        |
| Margarita Fernández Borero      | México               | Imelda Rivera                       | 4ª        |
| Brian Calar                     | San José             | Chayanne                            | 4ª        |
| Melvin Quirós                   | San José             | Memo Neyra                          | 4ª        |
| Justin Luna                     | San José             | Pedro Fernández                     | 4ª        |
| Christian Gómez "Tapón"         | San José             | Azul Azul                           | 4ª        |
| Luisga Loría                    | Guanacaste           | Carlos Gardel                       | 5ª        |
| Arlene Elizondo                 | Guanacaste           | Jenni Rivera                        | 5ª        |
| Vanessa González                | San José             | Lady Gaga                           | 5ª        |
| Dominick Caseres                | Cartago              | José José                           | 5ª        |
| Jimena Lobo                     | Heredia              | Aída Cuevas                         | 5.ª       |
| Maromero                        | Alajuela             | El mismo                            | 5.ª       |
| Boris Sosa                      | San José             | Sonia López                         | 5.ª       |
| Mauricio Herrera "Elvis Tico"   | San José             | Alberto Vázquez                     | 5.ª       |
| Mauricio Artavia "Papi Pazz"    | Heredia              | Ninel Conde                         | 5.ª       |
| Jorge Chicas                    | San José             | AC/DC                               | 5.ª       |
| Christian Gómez "Tapón"         | San José             | Leonardo Favio                      | 5.ª       |
| Keyla Sánchez                   | San José             | Patricia Manterola                  | 5.ª       |
| Ricardo Bernal                  | San José             | Alejandro Sanz                      | 5.ª       |
| Esteban Gómez "Gonin"           | Alajuelita           | Pasión de Gavilanes                 | 6.ª       |
| Ariel Dario                     | Naranjo              | Pedro Fernández                     | 6.ª       |
| Chillax                         | San José             | Joaquín Sabina y Joan Manuel Serrat | 6.ª       |
| Luis Montalbert                 | San José             | Roberto Carlos                      | 6.ª       |
| Marcia Saborío y María Torres   | San José             | Daddy Yankee y Luis Fonsi           | 6.ª       |
| Silvia Baltodano                | San José             | Mary Poppins                        | 6.ª       |
| Natalia Monge                   | Aserrí               | Gloria Trevi                        | 6.ª       |
| Kurt Dyer                       | San José             | Elton John                          | 6.ª       |
| Pablo Leal                      | San José             | Miguel Bosé                         | 7.ª       |
| Jefferson Donado "Jeff On"      | Santa Ana            | Celia Cruz                          | 7.ª       |
| Eduardo Quesada                 | San José             | Elvis Presley                       | 7.ª       |

## Ediciones de Tu cara me suena
| Edición         | Fecha | Ganador           | Subcampeón                    | Tercero             | Cuarto              | Quinto      |
| --------------- | ----- | ----------------- | ----------------------------- | ------------------- | ------------------- | ----------- |
| Primera edición | 2015  | Luis Montalbert   | Angie Valverde                | María José Castillo | Luis Alonso Naranjo |             |
| Segunda edición | 2016  | Tapón Gómez       | Jill Paer                     | Lady Agüero         | María Fernanda León |             |
| Tercera edición | 2017  | Mauricio Herrera  | Marcia Saborío y María Torres | Vanessa González    | Luisga Loría        |             |
| Cuarta edición  | 2019  | Ricardo y Magdiel | Arlene Elizondo               | Fofo Madrigal       | Jorge Chicas        |             |
| Quinta edición  | 2020  | Gonin Gómez       | Xiomara Ramírez               | Eduardo Aguirre     | Chillax             |             |
| Sexta edición   | 2021  | Ed Quesada        | Rodrigo Lagunas               | Joss Araya          | Iriabelle González  |             |
| Séptima edición | 2024  | Jonathan Samuel   | Ramzii                        | Rosibel Carvajal    | Elena Umaña         | Brian Cálar |

## Audiencia promedio por ediciones
| Edición         | Fecha | Programas | Cadena   | Espectadores    | Índice de audiencia promedio |
| --------------- | ----- | --------- | -------- | --------------- | ---------------------------- |
| Primera edición | 2015  | 15        | Teletica | Personas        | 9.1                          |
| Segunda edición | 2016  | 17        | Teletica | Personas        | 15                           |
| Tercera edición | 2017  | 17        | Teletica | Personas        | 30                           |
| Cuarta edición  | 2019  | 15        | Teletica | Personas        | 0.9                          |
| Quinta edición  | 2020  | 20        | Teletica | Público virtual | 4.2                          |
| Sexta edición   | 2021  | 12        | Teletica | Ninguno         | 3.7                          |
| Setima edición  | 2024  | 12        | Teletica | Personas        | 4.3                          |